# 1886 en musique classique
| \| • Retour à la chronologie générale de la musique classique • \| |
| Grèce • Rome • Haut Moyen Âge • VIIIe siècle • IXe siècle • Xe siècle • XIe siècle XIIe siècle • XIIIe siècle • XIVe siècle • XVe siècle • XVIe siècle • XVIIe siècle XVIIIe siècle • XIXe siècle • XXe siècle • XXIe siècle |
| • Retour à la chronologie générale de la musique classique • |

| Années en musique classique : 1883 - 1884 - 1885 - 1886 - 1887 - 1888 - 1889    |
| Décennies en musique classique : 1850 - 1860 - 1870 - 1880 - 1890 - 1900 - 1910 |

## Événements
- 21 février : La Khovanchtchina, opéra de Modeste Moussorgski, créé à Saint-Pétersbourg, d'après une orchestration de Nikolaï Rimski-Korsakov.
- 8 mars : Wandrers Sturmlied (en) de Richard Strauss pour chœur à six voix et orchestre, créé à Cologne et dirigée par lui-même.
- 9 mars : Le Carnaval des animaux de Camille Saint-Saëns, créé à Paris en audition privée (audition publique en 1922).
- 19 avril :  Roméo et Juliette , ouverture fantaisie (3e version) de Piotr Ilitch Tchaïkovski, créée à Tbilissi (voir 1870 et 1872).
- 1er mai : les Variations symphoniques pour piano et orchestre de César Franck, au concert annuel de la Société nationale de musique, avec Louis Diémer au piano et le compositeur à la direction d'orchestre.
- 19 mai : la  Symphonie no 3 dite avec orgue de Camille Saint-Saëns, créée à Londres sous la direction de l'auteur.
- 27 octobre : Une nuit sur le mont Chauve de Modeste Moussorgski, orchestrée par Nikolaï Rimski-Korsakov, créée  dans le cadre des Concerts symphoniques russes.
- 16 décembre : la Sonate pour violon et piano de César Franck, créée à Bruxelles par Eugène Ysaÿe.

Date indéterminée
- Gwendoline, opéra composé par Emmanuel Chabrier sur un livret de Catulle Mendès.
- Quatuor à cordes sur le nom B-la-f, œuvre collective composée par Nikolaï Rimski-Korsakov, Anatoli Liadov, Alexandre Borodine et Alexandre Glazounov.

## Naissances

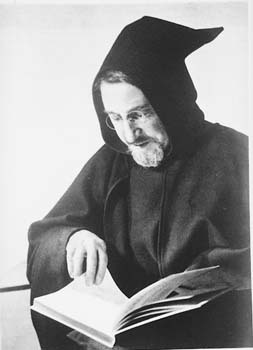
Aita Donostia

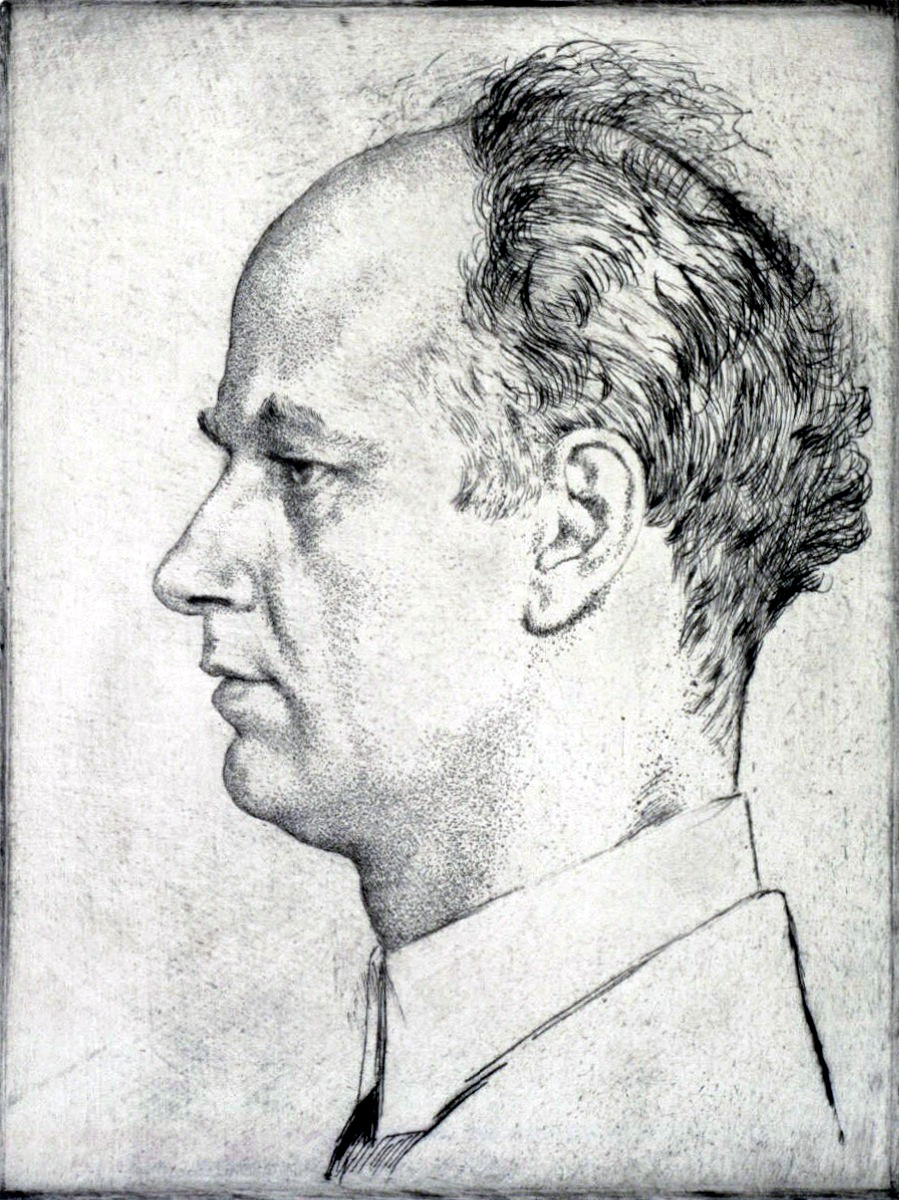
Wilhelm Furtwängler

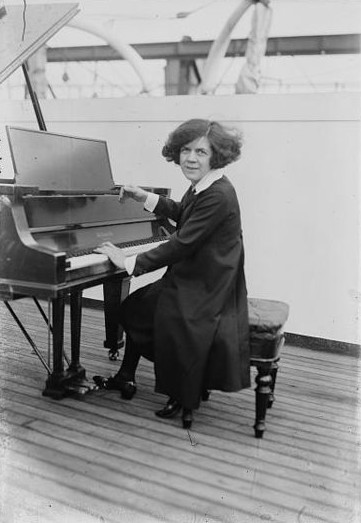
Ethel Leginska

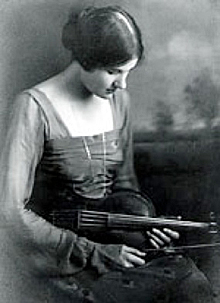
Rebecca Clarke

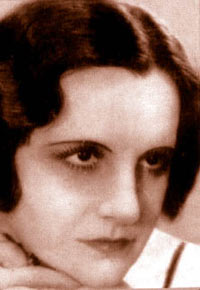
Ninon Vallin

- 7 janvier : Jeanne Thieffry, compositrice française († 25 décembre 1970)..
- 10 janvier : Aita Donostia, prêtre, bertsolari, musicologue, organiste, académicien et compositeur basque († 30 août 1956).
- 13 janvier : Isa Jeynevald, cantatrice, professeur de chant et compositrice française († 7 avril 1967).
- 20 janvier : Gabriele Santini, chef d'orchestre italien († 13 novembre 1964).
- 25 janvier : Wilhelm Furtwängler, chef d'orchestre allemand († 30 novembre 1954).
- 27 janvier : Olin Downes, critique musical et musicologue américain († 22 août 1955).
- 6 février : Alberto Guerrero, pianiste et pédagogue († 7 novembre 1959).
- 23 février : 
  - Emanuel Jonasson, compositeur suédois († 19 octobre 1956).
  - Albert Sammons, violoniste anglais († 24 mai 1957).
- 4 mars : Paul Bazelaire, violoncelliste français († 11 décembre 1958).
- 10 mars : Émile Poillot, organiste et pianiste français († 22 juin 1948).
- 13 mars : Henri Gagnebin, organiste, compositeur et musicien vaudois, puis genevois († 1er juin 1977).
- 18 mars : H. Maurice Jacquet, compositeur et chef d'orchestre français († 29 juin 1954).
- 31 mars : Carl Aeschbacher, compositeur et chef de chœur suisse († 29 janvier 1944).
- 7 avril : Emilio Pujol, guitariste, compositeur et pédagogue espagnol († 15 novembre 1980).
- 13 avril : Ethel Leginska, pianiste, compositrice et chef d'orchestre († 26 février 1970).
- 20 avril : Paul Miche, compositeur suisse († 7 septembre 1960).
- 3 mai : Marcel Dupré, organiste et compositeur français († 30 mai 1971).
- 6 mai : Giuseppe Pietri, compositeur italien, spécialisé dans le genre de l’opérette († 11 août 1946).
- 7 mai : Armand Machabey, musicologue français († 31 août 1966).
- 8 mai : Jef van Hoof, compositeur flamand († 24 avril 1959).
- 13 mai :
  - Joseph Achron, compositeur et violoniste lituanien, né russe († 29 avril 1943).
  - Albert Febvre-Longeray, compositeur, critique musical et architecte français († 21 mars 1942).
- 24 mai :
  - Paul Paray, chef d'orchestre et compositeur français († 10 octobre 1979).
  - Henry Prunières, musicologue français († 11 avril 1942).
- 30 mai : James Robert Gillette, organiste et compositeur américain († 26 novembre 1963).
- 4 juin : Anna El-Tour, chanteuse et pédagogue française née russe († 30 mai 1954).
- 8 juin : Albertine Morin-Labrecque, compositrice, pianiste, soprano et professeur de musique québécoise († 25 septembre 1957).
- 9 juin : Kōsaku Yamada, compositeur et chef d'orchestre japonais († 29 décembre 1965).
- 19 juin : Robert Herberigs, compositeur, peintre et écrivain belge († 20 septembre 1974).
- 30 juin :
  - Launy Grøndahl, compositeur et chef d'orchestre danois († 21 janvier 1960).
  - Roger Pénau, compositeur breton († 30 octobre 1961).
- 4 juillet : Heinrich Kaminski, compositeur allemand († 21 juin 1946).
- 2 août : Cesare Sodero, chef d'orchestre italien († 16 décembre 1947).
- 5 août : Óscar Esplá, compositeur espagnol († 6 janvier 1976).
- 8 août : Pietro Yon, organiste, compositeur et pédagogue américain d'origine italienne († 22 novembre 1943).
- 14 août : Mignon Nevada, soprano anglaise († 25 juin 1971).
- 19 août : Robert Heger, chef d'orchestre et compositeur allemand († 14 janvier 1978).
- 27 août : 
  - Rebecca Clarke, compositrice et altiste britannique († 13 octobre 1979).
  - Eric Coates, compositeur et altiste britannique († 21 décembre 1957).
- 1er septembre : Othmar Schoeck, compositeur et chef d'orchestre suisse († 8 mars 1957).
- 8 septembre : Ninon Vallin, cantatrice française († 22 novembre 1961).
- 25 septembre : Jesús Guridi, compositeur, organiste espagnol († 7 avril 1961).
- 6 octobre : Edwin Fischer, pianiste suisse († 24 janvier 1960).
- 12 octobre : Albert Chamberland, violoniste, compositeur, chef d'orchestre, producteur musical et professeur de musique québécois († 4 avril 1975).
- 31 octobre : Léonce de Saint-Martin, organiste et compositeur français († 10 juin 1954).
- 7 novembre : Ladislas de Rohozinski, compositeur français († 4 septembre 1938).
- 11 novembre : Mária Basilides, cantatrice Hongroise († 26 septembre 1946).
- 16 novembre : Helmer Alexandersson, compositeur suédois († 24 décembre 1927).
- 8 décembre : Gerard Carbonara, compositeur, chef d'orchestre et violoniste américain († 11 janvier 1959).
- 11 décembre : Marcel Lattès, compositeur et pianiste français († 12 décembre 1943).
- 20 décembre : Celestino Piaggio, pianiste, violoniste, chef d'orchestre et compositeur argentin († 26 octobre 1931).
- 21 décembre : Gennaro Papi, chef d'orchestre italien († 29 novembre 1941).

Date indéterminée
- Ellen Coleman : compositrice et chef d'orchestre anglaise († 1973).
- Willy Geisler : compositeur allemand († 1952).

## Décès

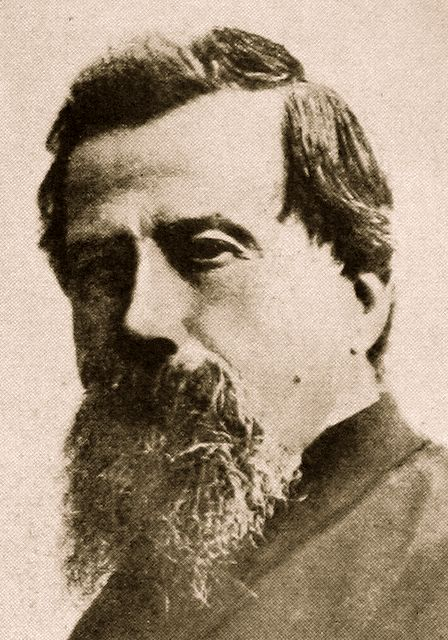
Amilcare Ponchielli

- 8 janvier : Juan María Guelbenzu, pianiste et compositeur espagnol (° 27 décembre 1819).
- 16 janvier : Amilcare Ponchielli, compositeur italien (° 1er septembre 1834).
- 21 janvier : Jules d'Aoust, compositeur français (° 16 mars 1817).
- 30 janvier : Adolphe-Gustave Chouquet, musicologue et écrivain français (° 16 avril 1819).
- 26 février : Georges François Léopold Menu, artiste d'opéra (° 22 janvier 1845).
- 31 mars : Marie Heilbron, chanteuse lyrique soprano belge (° 5 mai 1851).
- 3 juin : Ernest David, musicologue français (° 4 juillet 1824).
- 7 juillet : Jacques Louis Battmann, organiste et compositeur français (° 25 août 1818).
- 26 juillet : Alexandre Croisez, harpiste et compositeur français (° 9 mai 1814).
- 31 juillet : Franz Liszt, compositeur et pianiste hongrois (° 22 octobre 1811).
- 10 septembre : John Liptrot Hatton, compositeur, chef d'orchestre, pianiste, accompagnateur et chanteur britannique (° 12 octobre 1809).
- 7 octobre : Antonio Romero y Andía,  clarinettiste, éditeur et marchand de musique espagnol (° 11 mai 1815).
- 10 novembre : Filipina Brzezińska-Szymanowska, pianiste et compositrice polonaise (° 1er janvier 1800).

Date indéterminée
- Antoine-Joseph Lavigne, hautboïste français (° 23 mars 1816).